# Tanaecia godartii
Tanaecia godartii is een vlinder uit de onderfamilie Limenitidinae van de familie Nymphalidae. De wetenschappelijke naam van de soort is voor het eerst geldig gepubliceerd in 1846 door George Robert Gray.

## Ondersoorten
- Tanaecia godartii godartii
- Tanaecia godartii asoka (C. & R. Felder, 1867)
- Tanaecia godartii dhayma (Fruhstorfer, 1913)
- Tanaecia godartii javana (Fruhstorfer, 1896)
- Tanaecia godartii mara (Fruhstorfer, 1913)
- Tanaecia godartii nirodha (Fruhstorfer, 1913)
- Tanaecia godartii phlegeton (Semper, 1888)
- Tanaecia godartii puloa (Eliot, 1967)
- Tanaecia godartii samasara (Fruhstorfer, 1913)
- Tanaecia godartii vacillaria (Butler, 1869)
- Tanaecia godartii vuiana Eliot, 1980